# Pomoc publiczna
Pomoc publiczna – ingerencja instytucji państwowych, polegająca na przyznaniu w jakiejkolwiek formie, pomocy pojedynczemu podmiotowi gospodarczemu bądź grupie podmiotów, prowadząca do zakłócenia konkurencji na wolnym rynku. W szerszym znaczeniu pomocą publiczną są też inne instytucje prawne uprzywilejowujące wspomagany podmiot względem pozostałych (indywidualne zwolnienia podatkowe, gwarancje rządowe, monopole itp.).
Mniej oczywistym przykładem pomocy publicznej są np. koncesje, które zezwalają na prowadzenie określonej działalności jakiejś kategorii podmiotów, odmawiając tego prawa pozostałym. Tym, którzy uzyskali tę koncesję, stwarza to warunki uprzywilejowane, zmniejszając groźbę konkurencji ze strony wyeliminowanych w ten sposób innych chętnych i ułatwiając tworzenie oligopoli, zmów cenowych i zamykania rynku. Skrajnym przykładem tego typu uprzywilejowania jest prawny monopol (w Polsce np. loteryjny).
Istotne jest również wskazanie, że wykonywanie usług publicznych na podstawie umowy zawartej z pominięciem Prawa Zamówień Publicznych może również stanowić przysporzenie będące pomocą publiczną. Szczególnym przykładem jest wykonywanie usług publicznego transportu pasażerskiego (tzw. komunikacja miejska), gdzie udzielenie powierzenia w trybie innym niż przetarg będzie stanowić pomoc publiczną. Zastosowanie ma wówczas rozporządzenie unijne nr 1370/2007, w którym wskazane zostały warunki, jakie muszą być spełnione, aby przewoźnik mógł takie zlecenie otrzymać i tym samym stać się beneficjentem pomocy publicznej. Należy wskazać, że zakres działalności takiego podmiotu musi zostać stosownie ograniczony lub alternatywnie wyniki finansowe powinny zostać uwzględnione w kalkulacji stawki rekompensaty (należy zwrócić uwagę, że działalność poza powierzeniem nie może być rozliczana w ramach stawki, lecz jedynie uwzględniana). Jeżeli przedsiębiorca będący beneficjentem powierzenia w trybie rozporządzenia 1370/2007 (a więc będzie to w większości przypadków spółka komunalna) będzie prowadził działalność poza zakresem powierzenia, to następować będzie transmisja siły rynkowej, co powodować będzie wykorzystanie pomocy publicznej niezgodnie z jej przeznaczeniem.

## Pomoc publiczna w Unii Europejskiej
Pomoc publiczna jest, co do zasady, zakazana państwom członkowskim Unii Europejskiej na podstawie art. 107 ust. 1 Traktatu o funkcjonowaniu Unii Europejskiej (dawny art. 87 Traktatu ustanawiającego Wspólnotę Europejską). Od tej zasady podane są wyłączenia (pomoc socjalna, klęski żywiołowe, pomoc przyznawana gospodarce niektórych regionów Republiki Federalnej Niemiec dotkniętych podziałem Niemiec) oraz możliwość uznania za zgodne z Traktatem niektórych rodzajów pomocy (wyłączenia blokowe). Obecnie pewne przypadki pomocy publicznej są dopuszczone na terenie UE bez konieczności wcześniejszej akceptacji przez Komisję Europejską. Przykładowo, pomoc zgodna z wewnętrznym rynkiem (dozwolona) jest opisana w Rozporządzeniu Komisji (WE 800/2008, uchylone Rozporządzeniem Komisji (UE) nr 651/2014 z 17 czerwca 2014 r.) i obejmowała:
- pomoc regionalną,
- pomoc inwestycyjną i na zatrudnienie dla małych i średnich przedsiębiorstw,
- pomoc na przedsiębiorczość kobiet,
- pomoc na ochronę środowiska,
- pomoc na usługi doradcze dla małych i średnich przedsiębiorstw oraz udział małych i średnich przedsiębiorstw w targach,
- pomoc w formie kapitału podwyższonego ryzyka,
- pomoc na działalność badawczą, rozwojową i innowacyjną,
- pomoc szkoleniową,
- pomoc dla pracowników znajdujących się w szczególnie niekorzystnej sytuacji oraz pracowników niepełnosprawnych.

W Rozporządzeniu Komisji (UE) nr 651/2014 z 17 czerwca 2014 r. za zgodną z wewnętrznym rynkiem uznano:
- pomoc regionalną,
- pomoc dla małych i średnich przedsiębiorstw w formie pomocy inwestycyjnej, pomocy operacyjnej i dostępu MŚP do finansowania,
- pomoc na ochronę środowiska naturalnego,
- pomoc na badania, rozwój oraz innowacje,
- pomoc szkoleniowa,
- pomoc na rekrutację i zatrudnienie pracowników znajdujących się w szczególnie niekorzystnej sytuacji i pracowników niepełnosprawnych,
- pomoc mająca na celu naprawienie szkód spowodowanych niektórymi klęskami żywiołowymi,
- pomoc o charakterze społecznym w zakresie transportu na rzecz mieszkańców regionów oddalonych,
- pomoc na infrastrukturę szerokopasmową,
- pomoc na kulturę i zachowanie dziedzictwa kulturowego,
- pomoc na infrastrukturę sportową i wielofunkcyjną infrastrukturę rekreacyjną,
- pomoc na infrastrukturę lokalną różnego rodzaju.

### Pomoc regionalna
Państwa członkowskie UE mogą udzielać tego rodzaju pomocy publicznej w tych regionach, w których poziom życia jest niski lub w regionach, w których istnieje stan niedostatecznego zatrudnienia. O jej wysokości (intensywności) decyduje mapa pomocy regionalnej tworzona dla wszystkich regionów (podregionów) Unii Europejskiej.
Całe terytorium Polski kwalifikuje się do otrzymywania tego rodzaju pomocy, jednak o różnej intensywności dla różnych regionów kraju. Mapa dopuszczalnej pomocy regionalnej na lata 2014–2020 została ustalona w rozporządzeniu Rady Ministrów z dnia 30 czerwca 2014 r. w sprawie ustalenia mapy pomocy regionalnej na lata 2014–2020.
Zgodnie z art. 3 rozporządzenia, od 1 lipca 2014 do 31 grudnia 2020 maksymalna intensywność pomocy regionalnej obliczanej jako stosunek wartości pomocy regionalnej, wyrażonej w tzw. ekwiwalencie dotacji brutto, do kosztów kwalifikujących się do objęcia tą pomocą (z wyjątkiem pomocy udzielanej na realizację dużego projektu inwestycyjnego, której wysokość jest ustalana za pomocą specjalnego wzoru) wynosi:
- 50% – województwa: lubelskie, podkarpackie, podlaskie, i warmińsko-mazurskie
- 35% – województwa: kujawsko-pomorskie, lubuskie, łódzkie, małopolskie, opolskie, pomorskie, świętokrzyskie i zachodniopomorskie oraz podregiony: ciechanowsko-płocki, ostrołęcko-siedlecki, radomski i warszawski wschodni
- 25% – województwa dolnośląskie, wielkopolskie i śląskie
- 20% – podregion warszawski zachodni
- 15% – obszar m.st. Warszawy (od 1 lipca 2014 do 31 grudnia 2017)
- 10% – obszar m.st. Warszawy (od 1 stycznia 2018 do 31 grudnia 2020).

Maksymalna intensywność pomocy regionalnej udzielanej małym lub średnim przedsiębiorstwom (z wyłączeniem nowych inwestycji o kosztach kwalifikowalnych przekraczających 50 mln euro), podwyższa się o 20 punktów procentowych dla małych oraz 10 punktów procentowych dla średnich przedsiębiorstw w stosunku do maksymalnej intensywności dla województw/podregionów (art. 5).
Zakazane jest udzielanie pomocy regionalnej dla tzw. przedsiębiorstw zagrożonych i portów lotniczych oraz w sektorach: hutnictwa żelaza i stali, włókien syntetycznych, rybołówstwa i akwakultury, rolnictwa, leśnictwa, transportu i energetyki (art. 6).

### Pomoc inwestycyjna i na zatrudnienie dla małych i średnich przedsiębiorstw
Dopuszczalne jest udzielenie pomocy dla małych i średnich przedsiębiorstw w wysokości do 20% dla małych i 10% dla średnich kosztów kwalifikowalnych (koszty inwestycji w rzeczowe aktywa trwałe oraz wartości niematerialne i prawne lub szacunkowe koszty płacy za okres dwóch lat w odniesieniu do miejsc pracy powstałych bezpośrednio w wyniku realizacji projektu inwestycyjnego).
Ze względu na dopuszczalność na terenie Polski pomocy regionalnej, pomoc ta nie jest obecnie udzielana.

### Pomoc na przedsiębiorczość kobiet
Odbiorcą pomocy może być jedynie małe przedsiębiorstwo nowo utworzone przez kobietę.
Pomoc ta ma być udzielana w formie zachęcającej kobiety do zakładania nowych przedsiębiorstw w celu zlikwidowania szczególnych nieprawidłowości w funkcjonowaniu rynku, jakie napotykają kobiety, przede wszystkim w odniesieniu do dostępu do finansowania.

### Pomoc na ochronę środowiska
Jest to forma pomocy publicznej, mającej zachęcić przedsiębiorców do inwestycji w technologie, umożliwiające przedsiębiorstwom zastosowanie norm surowszych niż normy wspólnotowe w zakresie ochrony środowiska. Pomoc ta obejmuje także:
- zakup nowych środków transportu spełniających surowsze normy,
- pomoc na szybkie przystosowanie małych i średnich przedsiębiorstw do przyszłych norm wspólnotowych,
- inwestycje zwiększające oszczędność energii,
- inwestycje w układy kogeneracji o wysokiej sprawności,
- inwestycje w pozyskiwanie energii ze źródeł odnawialnych,
- dofinansowanie badań środowiska,
- możliwość udzielania ulg podatkowych w zamian za inwestycje w ochronę środowiska.

Przykłady implementacji: Program Operacyjny Infrastruktura i Środowisko.

### Pomoc na usługi doradcze dla małych i średnich przedsiębiorstw oraz udział małych i średnich przedsiębiorstw w targach
Rodzaj pomocy dostępny tylko dla małych i średnich przedsiębiorstw, w którym Państwo może dofinansować do 50% kosztów usług doradczych świadczonych przez doradców zewnętrznych oraz do 50% kosztów udziału w targach.
Przykład implementacji: Program Operacyjny Innowacyjna Gospodarka, Poddziałanie 3.3.2 „Wsparcie dla MŚP”, przeznaczony na zakup usług doradczych w zakresie przygotowania dokumentacji i analiz niezbędnych do pozyskania inwestora zewnętrznego o charakterze udziałowym.

### Pomoc w formie kapitału podwyższonego ryzyka
Jest to pomoc polegająca na dofinansowaniu do 50% kapitału dla funduszu inwestycyjnego inwestującego w formie udziału kapitałowego w nowe spółki z sektora MŚP.
Przykład implementacji: Program Operacyjny Innowacyjna Gospodarka, działanie 3.2 Wspieranie funduszy kapitału podwyższonego ryzyka.

### Pomoc na działalność badawczą, rozwojową i innowacyjną
Pomoc udzielana przedsiębiorcom na prowadzenie prac badawczo-rozwojowych. Pomoc ta może zostać udzielona przedsiębiorcy na prowadzenie badań przemysłowych (50% dofinansowania) oraz prac rozwojowych (25% dofinansowania).
Powyżej podane progi ulegają podwyższeniu o 20%, o ile pomoc dotyczy małego przedsiębiorcy i 10%, w przypadku średniego przedsiębiorcy.
Powyżej podane progi ulegają podwyższeniu maks. o 15%, o ile projekt badawczy jest realizowany w ramach tzw. „efektywnej współpracy”, np. przez konsorcjum firm, jednak nie więcej, niż do 80% dla badań przemysłowych.
Pomoc na działalność badawczą obejmuje także:
- Pomoc na pokrycie kosztów praw własności przemysłowej dla małych i średnich przedsiębiorstw (PO IG, Poddziałanie 5.4.1. „Wsparcie na uzyskanie/realizację ochrony własności przemysłowej”)
- pomoc na tymczasowe zatrudnienie wysoko wykwalifikowanego personelu,
- Pomoc dla młodych innowacyjnych przedsiębiorstw,
- Pomoc na usługi doradcze w zakresie innowacji i usługi wsparcia innowacji.

Przykład implementacji: Program Operacyjny Innowacyjna Gospodarka, działanie 1.4 Wsparcie na prace badawcze i rozwojowe.

### Pomoc szkoleniowa
Dofinansowanie szkoleń pracowników w zakresie szkoleń specjalistycznych oraz ogólnych.
Przykład implementacji: Program Operacyjny Kapitał Ludzki

### Pomoc dla pracowników znajdujących się w szczególnie niekorzystnej sytuacji oraz pracowników niepełnosprawnych
Pomoc ta obejmuje zazwyczaj sektory znajdujące się w trudnej sytuacji (w Polsce np. przemysł stoczniowy). Pomoc ta może przybrać następujące formy:
- Pomoc w formie subsydiów płacowych na rekrutację pracowników znajdujących się w szczególnie niekorzystnej sytuacji,
- pomoc w formie subsydiów płacowych na zatrudnianie pracowników niepełnosprawnych,
- Pomoc na rekompensatę dodatkowych kosztów związanych z zatrudnianiem pracowników niepełnosprawnych.

## Krytyka
Pomoc publiczna jest wynikiem przekonania, że instytucje państwowe wiedzą, kto powinien osiągnąć sukces i w związku z tym mają prawo ingerować w wynik rozgrywki pomiędzy podmiotami, zabierając jednym i dając innym, tak aby do założonego stanu doprowadzić.
Z punktu widzenia ideologii wolnościowych działania takie stanowią nieuzasadnione naruszenie praw pierwotnych właścicieli redystrybuowanych środków i pogwałcenie równych reguł gry. Pomoc publiczna prowadzi też nieuchronnie do patologii, uprzywilejowując sztucznie pewne zjawiska i zaburzając naturalną równowagę społeczną, a także wynagradzając skuteczne ubieganie się o pomoc zamiast skutecznego zabiegania o własną rzeczywistą przydatność w społeczeństwie. Prowadzi też do uzależniania nieraz całych grup społecznych od rządu, tworzy klientelę dla populistów, sprzyja rozwojowi lobbingu i korupcji politycznej.
Klasycznym przykładem pomocy publicznej są dotacje unijne, które w założeniach mają wspierać np. innowacyjność w gospodarce, a więc pozwalają podmiotowi bardziej innowacyjnemu (lub w każdym razie takiemu, który napisze bardziej przekonywający wniosek), na niekorzyść tego uznanego za mniej innowacyjny, uzyskać dodatkowe środki na swoją działalność, obniżając więc koszty jego funkcjonowania i pozwalając mu zaoferować korzystniejsze ceny lub poczynić inwestycje, na które kto inny będzie musiał wziąć komercyjny kredyt.